# Гвесо
Гвесо (груз. გვესო) — село в Грузії.
За даними перепису населення 2014 року в селі проживає 135 осіб.